# 張富美 (政治人物)
張富美（1938年10月10日—），中華民國政治人物，
民主進步黨籍，曾任國大代表、監察委員、僑務委員會委員長。
張富美在臺灣省雲林縣出生、長大，嘉義女中第一名畢業後，保送就讀國立臺灣大學法律學系，1957年與王澤鑑、賴浩敏、范光群為大學同學。大學畢業後赴美國深造，自伊利諾州西北大學獲得法學碩士學位，後又取得哈佛大學遠東語言學博士學位。
張在完成學業後到赫伯特·胡佛總統圖書館暨博物館工作多年。1992年放棄美國國籍回到臺灣，代表民主進步黨參選國民大會代表並成功當選，其後連任一次。
1994年到1998年間應時任臺北市市長陳水扁之邀，出任臺北市政府訴願委員會主任委員。
1999年，受李登輝總統提名，經立法院投票同意後任命，成為監察院第三屆監察委員；1999年2月1日宣誓就職。2000年5月20日辭職，並出任僑務委員會委員長，至2008年5月20日卸任，是臺灣任期最長的女性內閣首長，也是陈水扁政府任期最長的部會首長（任滿八年）。
2008年任民進黨中央黨部外交政策顧問，2011年－2016年任凱達格蘭學校校長。
曾任蔡英文總統的國策顧問。